# (21657) Alinecarter
(21657) Alinecarter est un astéroïde de la ceinture principale découvert en 1999.

## Description
(21657) Alinecarter a été découvert le 10 août 1999 à l'observatoire Palomar, situé au nord de San Diego en Californie, par John Broughton.

### Caractéristiques orbitales
L'orbite de cet astéroïde est caractérisée par un demi-grand axe de 2,30 UA, un périhélie de 2,18 UA, une excentricité de 0,05 et une inclinaison de 7,28° par rapport à l'écliptique. Du fait de ces caractéristiques, à savoir un demi-grand axe compris entre 2 et 3,2 UA et un périhélie supérieur à 1,666 UA, il est classé, selon la JPL Small-Body Database, comme objet de la ceinture principale.

### Caractéristiques physiques
(21657) Alinecarter a une magnitude absolue (H) de 15,0 et un albédo estimé à 0,090.